# Hippotion velox
Hippotion velox is een vlinder uit de familie van de pijlstaarten (Sphingidae). De wetenschappelijke naam van de soort werd in 1793 gepubliceerd door Johann Christian Fabricius.